# Boko (Maga)
Pour les articles homonymes, voir Boko.
Boko est une localité du Cameroun située dans la commune de Maga, le département du Mayo-Danay et la Région de l'Extrême-Nord, à proximité de la frontière avec le Tchad.

## Population
En 1967, la localité comptait 141 habitants, principalement Mousgoum.
Lors du recensement de 2005, on y a dénombré 2 314 personnes.